# Juan de Pareja (Vélasquez)
Pour l’article homonyme, voir Juan de Pareja.
Juan de Pareja est une huile sur toile peinte à Rome par Diego Velasquez en 1649. Elle représente son assistant et esclave, le peintre Juan de Pareja.

## Historique
En 1649, Diego Vélasquez (1599-1660) fut envoyé en mission à Rome en tant que premier peintre de la cour du roi d'Espagne Philippe IV afin d'acheter des œuvres pour l'Alcázar de Madrid. Il emmena Juan de Pareja (vers 1610-1670) dans son voyage. Pendant son séjour à Rome, Velázquez exécuta un portrait de Juan de Pareja, qui fut exposé au Panthéon le 19 mars 1650 à l'occasion de la fête de Saint Joseph, patron de la Congrégation des Virtuoses du Panthéon. Selon le biographe de Vélasquez, Antonio Palomino, le tableau fut admiré par tous les peintres présents car il atteignait la vérité. Pourtant, Vélasquez avait réalisé le portrait de Juan de Pareja comme un simple exercice préparatoire à son tableau le Portrait du pape  Innocent X.
Le tableau devait rester à Rome au retour de Vélasquez. La première information probable que l'on a date de 1704, lorsqu'il est inventorié dans la collection de Ruffo, maître de chambre du pape et membre d'une famille napolitaine liée à l'Espagne. Il est décrit comme portrait d'« un servo che fu servitore del Sr. Diego Velasquez […] cosa stupenda ». Ce tableau, ou une copie, a appartenu ensuite à la collection Acquaviva d'Aragona, où Preciado de la Vega l'a vu en 1765 au palais du cardinal Trajano. À la fin du XVIIIe siècle, il était passé à Naples où l'a acheté sir William Hamilton. Le tableau est resté un long moment dans diverses collections britanniques, et a été identifié en 1848 pour la première fois comme original de Vélasquez par Stirling, en le comparant à la copie alors existante dans la collection Howard et actuellement conservée à New York à la Hispanic Society of America. Il a été vendu aux enchères à Londres chez Christie's le 27 novembre 1970.
Le portrait de Juan de Pareja est conservé à New York au Metropolitan Museum of Art, qui l'a acheté en 1971 pour 5,5 millions de dollars, un record pour l'époque. Il est considéré comme l'une des plus belles pièces du musée.
Vélasquez représente Juan de Pareja à demi profil et avec la tête légèrement tournée vers le spectateur qu'il regarde fixement. Il est habillé avec élégance d'une cape et d'une collerette en broderie des Flandres. La lumière tombe directement sur le front et est diffusée par des reflets bronzés sur la peau sombre. Le personnage se détache nettement sur le fond neutre malgré un chromatisme réduit, où dominent des verts de différentes intensités. Le geste comme le regard transmettent un caractère altier, sûr et sérieux. Comme dans ses portraits de bouffons, Vélasquez, dote de dignité les personnages qui, par leur profession ou condition, sont censés en manquer pour les spectateurs du XVIIe siècle.
Esclave affranchi, Juan de Pareja est l'auteur de portraits et de scènes religieuses.

## Postérité
En 2000, dans son tableau Juan de Pareja reprenant les Ménines d'après Picasso (Vélasquez), le peintre péruvien Herman Braun-Vega, chez qui le métissage est un thème récurrent, met dans les mains du métis, esclave de Vélasquez, un pinceau et une palette. Ce faisant, il fait un clin d'œil à Juan de Pareja qui en tant qu'esclave ne pouvait que peindre en cachette. Dans son tableau toutefois, Braun-Vega représente Juan de Pareja peignant une version inspirée des études cubistes de Picasso sur les Ménines de Vélasquez. Braun-Vega rend ainsi un triple hommage aux peintres Juan de Pareja, Vélasquez et Picasso.